# Delara Darabi
Delara Darabi (persisch دلارا دارابى, * 29. September 1986 in Rascht; † 1. Mai 2009 ebenda) war eine Iranerin, die des Mordes an der Cousine ihres Vaters beschuldigt und trotz internationaler Proteste hingerichtet wurde. Zur Tatzeit war sie minderjährig.

## Tatvorwurf
Delara Darabi soll am 29. September 2003 als 17-Jährige, zusammen mit ihrem damals 19-jährigen Freund, Amir Hossein Sotoudeh, in das Haus der 58-jährigen Cousine ihres Vaters eingebrochen sein. Beim Einbruch überrascht, soll Amir Hossein Sotoudeh die Cousine ermordet haben. Delara Darabi gestand den Mord, nachdem ihr Freund sie darum gebeten hatte, die Verantwortung zu übernehmen, um ihn vor der Todesstrafe zu bewahren. Darabi ging davon aus, dass minderjährige Täter im Iran nicht hingerichtet werden, und willigte in das Geständnis ein. Später zog sie ihre Aussage zurück.

## Prozesse und Verurteilung
In der Gerichtsverhandlung machte Delara Darabi die Aussage:

„Ich sei im Gegensatz zu ihm minderjährig und werde nicht zum Tod verurteilt, sagte mein Freund und überredete mich, die Verantwortung für die Tat zu übernehmen.“

Das Gericht ließ den Widerruf nicht gelten. Am 27. Februar 2005 wurde Delara Darabi von der 10. Kammer des Allgemeinen Gerichts in Rascht zum Tode verurteilt. Der Oberste Gerichtshof hob die Todesstrafe wegen Verfahrensfehlern auf und verwies den Fall zur erneuten Verhandlung an das Gericht in Rascht.
Im Juni 2006 wurde Darabi nach zwei Verhandlungstagen in der Berufungsverhandlung vor der 107. Kammer des Allgemeinen Gerichts in Rascht erneut zum Tode verurteilt. Ihr Freund erhielt wegen Mittäterschaft 10 Jahre Haft. Zusätzlich wurden beide zu 50 Peitschenhieben wegen Raub und 20 Peitschenhieben wegen unerlaubter Beziehung verurteilt. Das Todesurteil für Darabi wurde vom Obersten Gerichtshof am 16. Januar 2007 und nach weiteren Rechtsmitteln nochmals im April 2007 bestätigt.
Nach einem weiteren Wiederaufnahmeverfahren durch ihren Anwalt, Abdolsamad Chorramschahi, der von fehlerhafter kriminaltechnischer Untersuchung sprach, da
- eine Rekonstruktion am Tatort nie stattgefunden habe und die Verurteilung allein auf dem Geständnis von Delara Darabi beruhen würde und
- aus dem medizinischen Gutachten hervorgehe, dass der Mord mit der rechten Hand des Täters begangen wurde, Darabi jedoch Linkshänderin sei,

wurde die Urteilsüberprüfung Ende 2007 an den Chef der Justiz, Ajatollah Mahmud Haschemi Schahrudi übergeben. Dieser bat das Berufungsgericht in Rascht um eine erneute Überprüfung. Über den von Schahrudi am 19. April 2009 erlassenen zweimonatigen Strafaufschub – um den Angehörigen des Opfers nach islamischem Recht die Möglichkeit der Zustimmung zur Aussetzung der Todesstrafe zu geben (siehe Blutgeld) – setzten sich die örtlichen Behörden hinweg.

## Hinrichtung
Am 1. Mai 2009 wurde Delara Darabi überraschend mit dem Strang hingerichtet. Um 7 Uhr morgens durfte Darabi noch ihre Mutter anrufen. Weder ihre Eltern noch ihre Anwälte wurden zuvor über die bevorstehende Hinrichtung informiert, obwohl der Anwalt nach iranischem Recht 48 Stunden vor der Vollstreckung benachrichtigt werden muss.

## Internationaler Protest
Amnesty International hatte bereits am 6. Januar 2006 auf den Fall aufmerksam gemacht, nannte das Verfahren unfair, insbesondere habe das Gericht Beweise nicht gewürdigt. Vor allem die Tatsache, dass Darabi, wie auch Mahmoud Asgari und Ayaz Marhoni, zum Tatzeitpunkt nicht volljährig war, ist Anlass für Proteste. Seit 2005 sind laut Human Rights Watch nur vier weitere Staaten bekannt, die minderjährige Straftäter hinrichten ließen: Saudi-Arabien, Sudan, Pakistan und Jemen. Amnesty International weist darauf hin, dass Iran seit 2007 das einzige Land ist, in dem derartige Todesstrafen noch vollstreckt werden. Schätzungsweise 130 minderjährige Straftäter sitzen derzeit in iranischen Todeszellen.
Die tschechische EU-Ratspräsidentschaft erklärte, die Hinrichtung verstoße gegen die UN-Kinderrechtskonventionen, die der Iran unterzeichnet hat. Wiederholt hatte die EU gegen die geplante Hinrichtung protestiert. Human Rights Watch schloss sich der Kritik an:

“It appears that Iran’s head of Judiciary has no ability to control even his own judges, … This is an outrageous violation of Iranian as well as international human rights law, and a callous affront to basic human dignity.”

„Es scheint so, dass der oberste Richter nicht einmal die Fähigkeit hat, seine eigenen Richter zu kontrollieren … Dies ist eine ungeheuerliche Verletzung sowohl der iranischen wie auch der internationalen Gesetze der Menschenrechte und ein kaltschnäuziger Angriff auf die grundlegende Menschenwürde.“

## Ausstellung
Während ihrer Haft beschäftigte sich Delara Darabi mit der Malerei. Im Oktober 2006 veranstaltete eine iranische Journalistin und
Frauenrechtlerin eine Ausstellung mit Darabis Werken in der Golestan-Galerie in Teheran unter dem Motto „Gefangene der Farben“, die sie im Gefängnis geschaffen hatte. Am 28. April 2007 gab es eine Ausstellung in Amsterdam. Ihre ausdrucksstarken Kunstwerke sorgten auch international für Aufsehen.